# Hemlock (Ohio)
Hemlock – wieś w Stanach Zjednoczonych, w stanie Ohio, w hrabstwie Perry.